# Promontorium Archerusia

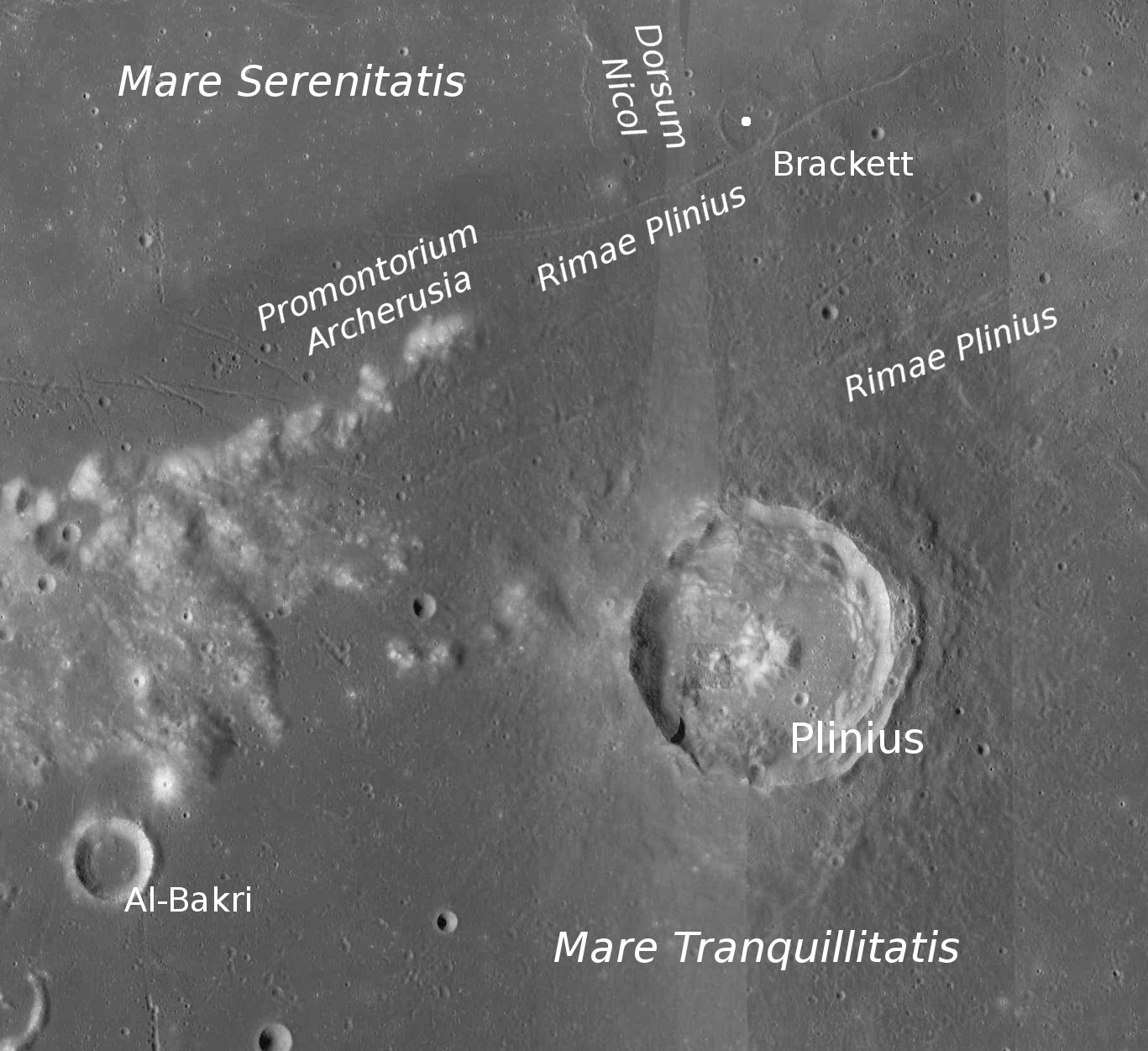
Promontorium Archerusia i okolice na zdjęciu z sondy LRO

Promontorium Archerusia – przylądek na powierzchni Księżyca  o średnicy około 11,21 km. Promontorium Archerusia znajduje się na współrzędnych selenograficznych ☾ 16,80°N 21,94°E/16,800000 21,940000 na obszarze Mare Serenitatis w pobliżu granicy z Mare Tranquillitatis.
Nazwa grzbietu została nadana w 1961 roku przez Międzynarodową Unię Astronomiczną i pochodzi od przylądka na Morzu Czarnym.